# Cymatosyrinx impolita
Cymatosyrinx impolita là một loài ốc biển, là động vật thân mềm chân bụng sống ở biển trong họ Drilliidae.